# سعيد حارب
سعيد عبد الله حارب أكاديمي وكاتب ومفكر إسلامي إماراتي وعضو الاتحاد العالمي لعلماء المسلمين.

## حياته ونشأته
درس القانون المقارن في جامعة الأزهر وحصل على الدكتوراه في العلاقات الدولية الإسلامية. صنفته مجلة فوربس الأمريكية ضمن أكثر 100 شخصية عربية حضورا على موقع تويتر[بحاجة لمصدر].

## المناصب
- نائب رئيس جائزة راشد بن حميد للثقافة والعلوم. منذ عام 1992.[1]
- عضو مجلس أمناء مجمع كليات التقنية العليا. منذ عام 2002.
- عضو في اللجنة المنظمة لجائزة دبي الدولية للقرآن الكريم.
- نائب مدير جامعة الإمارات لشؤون المجتمع.
- مستشار مدير جامعة الإمارات العربية المتحدة.
- عضو الاتحاد العالمي لعلماء المسلمين.[2]

## المؤلفات
- الخليج العربي أمام التحدي العقدي
- الإعلام والتيارات الفكرية المعاصرة
- أضواء على الحركة الماسونية
- لمحات من الفكر
- مستقبل التعليم وتعليم المستقبل
- العلاقات الخارجية للدولة الإسلامية

## ابناؤه
- ياسر حارب : كاتب صحفي ومؤلف.
- سميه حارب : مختصة في عالم المكياج والجمال.[3]
- عارف سعيد حارب : مخرج
- راشد سعيد حارب : ناشئ في مجال الأعمال الحرة
- محمد سعيد حارب : مخرج